# 에이쿠라 나나
에이쿠라 나나(榮倉 奈々, 1988년 2월 12일 ~ )는 일본의 여배우, 패션 모델이다. 본명은 카쿠 나나(賀来 奈々)이다. 가고시마현 출신. 켄온 소속. 신장은 170cm, 혈액형은 A형이다.
남편은 배우 카쿠 켄토, 시이모는 여배우 카쿠 치에코이다.

## 약력
2002년 중학교 3학년 때 도쿄 시부야의 109 앞에서 스카우트되어 연예계 진출. 여성 패션 잡지 〈세븐틴〉의 전속 모델으로 발탁된다.
2004년 NHK 《할아버지~손자와 보낸 여름》으로 배우로서의 활동을 시작. 모델 사무소 ADESSO(아뎃소)에서 현재의 소속사인 켄온으로 이적하였다.
2006년 후지 TV 드라마 《단도리 ~댄스☆드릴~》으로 드라마 첫 주연을 완수한다. 이듬해인 2007년에는 출연 드라마 《프로포즈 대작전》으로 닛칸 스포츠 드라마 그랑프리 여우조연상을 수상했다.
2008년 NHK 연속 TV 소설 《눈동자》에 주연.
2009년 〈세븐틴 여름의 학원제〉을 마친 뒤, 〈세븐틴〉에서 7년 만에 전속 모델의 졸업이 발표되었다.
2010년 《여명 1개월의 신부》로 일본 아카데미상 신인 배우상을 수상했다.
2011년 출연한 주연 영화 《고독사》가 몬트리올 국제 영화제 월드 경쟁 부문에서 혁신상을 수상했다.

### 개인사
2016년 8월 주연 드라마 《N을 위하여》에서 공연한 배우 카쿠 켄토과 1년의 교제를 거쳐 결혼하는 것을 소속사를 통해 발표했다. 혼인 신고는 도쿄도내의 구청에 대리인을 통해 제출했다.
2017년 3월 14일 남편 카쿠와의 사이에 첫 아이를 임신하고 있는 것이 밝혀져, 임신 5개월차에 접어든 시기에는 그해 여름에 출산 예정되어 있었다. 이듬해 3월 15일 소속사를 통해 첫 아이 임신을 보고하고, 활동에 대해서는 컨디션과 상담하면서 진행시켜 나가기로 했다.  같은 해 6월 12일에 첫 아이를 출산한 것을 이틀 뒤인 6월 14일에 보고하고 성별과 이름 등은 밝히지 않았다.
2020년 8월 29일 둘째 아이 임신을 보고하고, 소속사는 “안정기에 들어가 있지만 임신 기간, 출산시기는 공개하지 않는다”고 밝혔다. 이후 컨디션을 보고하면서 예능 활동을 휴지했다. 이듬해인 2021년 2월 4일에 둘째 아이를 출산한 것을 보고하고, 성별이나 생일 등은 밝히지 않았다.

## 인물·기호·교우관계
- 특기는 샤미센 연주, 민요 가창이다.[17]

- 중학생 시절에는 연극부에 소속했었다.

- 괴수 영화를 좋아하고, 잡지 〈세븐틴〉의 인터뷰에서 감동한 영화로 《내 머리 속의 지우개》와 《킹콩》을 꼽았다. 또한 《고질라 시리즈》의 팬이다. 《여명 1개월의 신부》에서 작업한 히로키 류이치 감독의 《바이브레이터》도 좋아한다.[18]

- 시력이 나빠 콘택트 렌즈를 착용하고 있다.[19]

- 좋아하는 음식은 베이글과[20] 망고,[21] 아보카도이다. 싫어하는 음식은 조개, 죽이다.[22]

- 만화 〈원피스〉의 팬으로, 만화책도 소유하고 있다.[주 2]

- 자신있는 성대모사는 슈퍼마리오 점프 소리. 코를 잡고 당기고 놓는 때에 ‘오픈’이라고 소리를 울린다. 2009년 5월 3일 방송된 TV 프로그램 《오샤레이즘》에서 선보였다. 이 때 도라에몽과 피카츄의 목소리 흉내도 선보였다.[23]

- 원래는 스포츠 등의 운동은 좋아하지 않았지만, 영화 《도서관 전쟁》에서의 작업을 위해 반년 정도 훈련을 받은 것을 계기로 좋아졌다.[24] 식사도 아침과 낮으로 제한하고 체형 유지에 노력해 트라이애슬론 참가를 목표로 열중하고 있다.[25]

- 아야카,[26] 카토 로사,[27] 스즈키 에미,[28] 나가사와 마사미,[29] 미즈카와 아사미,[30] 호리키타 마키 등과 사이가 좋다.[31] 아야카와 카토는 한때 에이쿠라와 같은 켄온 소속이었다.

- 존경하는 배우는 시노하라 료코,[주 3] 니시다 토시유키.[32]

- 키가 커진 이유는 어린 시절부터 우유를 너무 좋아해서 하루 1리터를 마시고 있던 것을 말하고 있다.[33] 그러나 높은 신장을 싫어해서, 새우등이 되는 것이 많고, 종종 주의 받았다고 한다.[34]

- 잡지 〈Seventeen〉에서의 인터뷰에서 가라오케에서 애창곡은 나츠카와 리미의 곡이라고 답했다.[7]

- ‘소보로’라고 이름을 지은 반려견과[35] ‘테트라’라고 이름을 지은 수컷 뱅갈고양이를 기르고 있다.[36][37]

- 고소 공포증임을 고백한 바 있다.[38]

## 출연 작품
역할의 굵은 표시는 주연 작품

### 텔레비전 드라마
| 방송일자                  | 제목                                                       | 역할                     | 방송사                 | 비고      |
| ------------------------- | ---------------------------------------------------------- | ------------------------ | ---------------------- | --------- |
| 2004년 8월 ~ 9월          | 할아버지~손자와 보낸 여름                                  | 카타오카 아타루          | NHK 종합               |           |
| 2005년 7월 ~ 8월          | 할아버지 II ~손자와 보낸 여름                              | 카타오카 아타루          | NHK 종합               |           |
| 2005년 3월 24일           | 괴담 신이대 제5 화 〈잠이 덜 깬 눈〉                       |                          | BS-i                   |           |
| 2005년 10월 ~ 12월        | 위험한 아네키                                              | 타무라 아이              | 후지 TV                |           |
| 2006년 7월 ~ 9월          | 단도리~Dance☆Drill~                                        | 아이카와 카나메          | 후지 TV                |           |
| 2007년 4월 ~ 6월          | 프로포즈 대작전                                            | 오쿠 에리                | 후지 TV                |           |
| 2007년 5월 12일           | 메종 일각                                                  | 나나오 코즈에            | TV 아사히              |           |
| 2007년 8월 28일           | 정말로 있었던 무서운 이야기 여름 특별편 2007 〈자정 병동〉 | 오구라 사토코            | 후지 TV                |           |
| 2008년 3월 25일           | 프로포즈 대작전 신춘 스페셜                                | 오쿠 에리                | 후지 TV                |           |
| 2008년 3월 ~ 9월          | 연속 TV 소설 〈눈동자〉                                    | 잇혼기 히토미            | NHK                    |           |
| 2009년 1월 ~ 3월          | 메이의 집사                                                | 시노노메 메이            | 후지 TV                |           |
| 2009년 7월 24일           | 여름 노래 드라마 스페셜 〈행복의 선물〉                    | 모치즈키 유리            | TBS                    |           |
| 2010년 1월 ~ 3월          | 울지 않기로 결심한 날                                      | 츠노다 미키              | 후지 TV                |           |
| 2010년 4월 9일 ~ 11일     | 후지 TV 개국 50주년 기념 드라마 〈우리 집의 역사〉         | 야메 후사코              | 후지 TV                |           |
| 2010년 7월 2일            | 울지 않기로 결심한 날 ~긴급 스페셜~                        | 츠노다 미키              | 후지 TV                |           |
| 2011년 4월 ~ 6월          | 굿 라이프~ 고마워요, 아빠. 안녕                            | 콘노 나나미 (히로인)     | 간사이 TV 제작·후지 TV |           |
| 2011년 10월 ~ 12월        | 꿀맛~A Taste Of Honey~                                     | 모리모토 나오코          | 후지 TV                |           |
| 2011년 11월 5일           | 고독사 ~프롤로그~ 천국에 이사 가게                         | 쿠보타 유키              | TBS                    |           |
| 2012년 1월 ~ 3월          | 최고의 인생을 마감하는 방법, 엔딩 플래너                   | 사카마키 유키 (히로인)   | TBS                    |           |
| 2012년 7월 ~ 9월          | 검은 여교사                                                | 다카쿠라 유코            | TBS                    |           |
| 2013년 4월 13일           | 리갈하이 스페셜                                            | 후지이 미나미            | 후지 TV                |           |
| 2013년 4월 ~ 6월          | 확증~경시청 수사 3과                                       | 다케다 아이오            | TBS                    |           |
| 2013년 9월 23일           | 특집 드라마 〈시작의 노래〉                                | 이마치 나츠카 (히로인)   | NHK                    |           |
| 2013년 11월 30일·12월 1일 | 올림픽의 몸값                                              | 츠키오카 미도리          | TV 아사히              |           |
| 2013년 12월 9일           | 바다 위의 병원 제9화                                       | 우치무라 토모에          | 후지 TV                |           |
| 2014년 4월 5일            | 기묘한 이야기 '14 봄의 특별편 〈라스트 시네마〉            | 호시노 아야노            | 후지 TV                |           |
| 2014년 10월 ~ 12월        | N을 위하여                                                 | 스기시타 노조미          | TBS                    |           |
| 2015년 10월 ~ 12월        | 유산쟁족                                                   | 카와무라 카에데 (히로인) | TV 아사히              |           |
| 2016년 4월 ~ 6월          | 99.9 -형사 전문 변호사- SEASON Ⅰ                           | 타치바나 아야노 (히로인) | TBS                    |           |
| 2017년 1월 ~ 3월          | 도쿄 타라레바 아가씨                                       | 야마카와 카오리          | NTV                    |           |
| 2018년 3월 18일           | 99.9 -형사 전문 변호사- SEASON II 최종화                   | 타치바나 아야노          | TBS                    | 특별 출연 |
| 2018년 7월 ~ 9월          | 이 세상의 한구석에                                         | 오미 카요                | TBS                    |           |
| 2018년 10월 ~ 12월        | 우리들은 기적으로 되어 있다                                | 미즈모토 이쿠미 (히로인) | 간사이 TV·후지 TV      |           |
| 2020년 1월 ~ 3월          | 테세우스의 배                                              | 사노 카즈코 (히로인)     | TBS                    |           |

### 영화
| 개봉일자                | 제목                                             | 역할                      | 배급사                | 비고      |
| ----------------------- | ------------------------------------------------ | ------------------------- | --------------------- | --------- |
| 2004년 10월 16일        | 스페이스 폴리스                                  | 유카리                    | 일본 출판 판매        |           |
| 2007년 1월 20일         | 나는 여동생을 사랑한다                           | 유키 이쿠 (히로인)        | 도시바 엔터테인먼트   |           |
| 2007년 3월 17일         | 시부야 구 마루야마 쵸                            | 카토 유키에               | 덱스 엔터테인먼트     |           |
| 2007년 3월 31일         | 레몬일 때                                        | 아키모토 카요코           | 제아리즈 엔터테인먼트 |           |
| 2007년 8월 25일         | 아와 댄스                                        | 카와무라 아카네           | 큐비카루 엔터테인먼트 |           |
| 2009년 5월 9일          | 여명 1개월의 신부                                | 나가시마 치에             | 도호                  |           |
| 2011년 6월 18일         | 도쿄 공원                                        | 토미 미유                 | 쇼게이트              |           |
| 2011년 11월 19일        | 고독사                                           | 쿠보타 유키               | 쇼치쿠                |           |
| 2012년 11월 2일         | 노보우의 성                                      | 카이 공주                 | 도호                  |           |
| 2013년 3월 23일         | 괜찮아 3반                                       | 사카모토 미유키 (히로인)  | 도호                  |           |
| 2013년 4월 27일         | 도서관 전쟁                                      | 다카쿠라 유코             | 도호                  |           |
| 2014년 5월 31일         | 만능 감정사 Q - 모나리자의 눈동자                | 리사이클 샵의 점원·사쿠라 | 도호                  | 우정 출연 |
| 2014년 6월 14일         | 마이 하와이안 디스커버리                         | 오야마다 미노리           | 도에이                |           |
| 2014년 11월 22일        | 서툴지만, 사랑                                   | 다카하시 안나 (히로인)    | 도호 / 아스믹 에이스  |           |
| 2015년 2월 14일         | 남자의 일생                                      | 도조노 츠구미             | 쇼게이트              |           |
| 2015년 10월 10일        | 도서관 전쟁 THE LAST MISSION                     | 다카쿠라 유코             | 도호                  |           |
| 2016년 5월 7일·6월 11일 | 64 전편·후편                                     | 미쿠모                    | 도호                  | [ 39 ]    |
| 2018년 6월 8일          | 집에 돌아오면, 언제나 아내가 죽은 척을 하고 있다 | 카가미 치에               | KADOKAWA              |           |
| 2020년 8월 21일         | 실: 인연의 시작                                  | 키리노 카오리             | 도호                  |           |
| 2021년 12월 30일        | 99.9 -형사 전문 변호사- THE MOVIE                | 타치바나 아야노           | 쇼치쿠                |           |

### 극장판 애니메이션
| 개봉일자        | 제목                                          | 역할                 | 배급사        | 비고              |
| --------------- | --------------------------------------------- | -------------------- | ------------- | ----------------- |
| 2015년 4월 18일 | 명탐정 코난: 업화의 해바라기                  | 미야다이 나츠미      | 도호          | 극장판 애니메이션 |
| 2019년 6월 28일 | 날아라 호빵맨! 빛나라! 아이스국의 바닐라 공주 | 바닐라 공주 (히로인) | 도쿄 테아토르 | 극장판 애니메이션 |

### 외화 더빙
| 개봉일자        | 제목                      | 역할                           | 배급사/방송사 | 비고                      |
| --------------- | ------------------------- | ------------------------------ | ------------- | ------------------------- |
| 2010년 2월 19일 | 코렐라인과 버튼의 마녀 3D | 코렐라인 존스 (다코타 패닝 분) | 가가          | 미국 영화 / 일본어판 더빙 |

## 그 외 출연

### 다큐멘터리
- 지구의 목격자 (TV 아사히/BS아사히)
  - 지구의 목격자 (2010년 1월 3일, TV 아사히/BS아사히) - 내레이션
  - 지구 목격자~바람 선천 대지 남미 칠레 3700 킬로미터 (2010년 1월 3일, TV 아사히)[41]
  - 지구 목격자 ~순록 생명 이야기 알래스카 대추적 4000km (2010년 9월 20일, TV 아사히)[42]
  - 지구 목격자~캐나다 기적의 바다 10억 마리의 큰 산란! 생명의 드라마 (2011년 3월 21일, TV 아사히)[43]
  - 지구 목격자~캐나다 미나미 산리쿠 바다가 잡은 기적 (2012년 1월 28일, BS아사히)[44]
  - 지구 목격자~고도 6700km 세계 최고 지점의 잉카 유적 (2013년 3월 16일, BS아사히)[45]
  - 지구 목격자~동일본 대지진으로부터 3년 미나미 산리쿠·생명의 바다는 지금~ (2014년 3월 21일, BS아사히)[46]
- 우리의 지구 (BS아사히)
  - 우리의 지구 원류에 600 킬로미터 신비의 숲 첫번째 방울 (2012년 10월 20일) - 내레이션
  - 우리의 지구 에이쿠라 나나 멕시코 환상의 문명과 성스러운 샘의 비밀 (2013년 5월 10일) - 네비게이터[47]
- NNN 다큐멘터리 '13 오라다치의 가는 길 23세 AD 고향의 기록 (2013년 4월 28일 (4월 29일 자정), NTV) - 내레이션[48]
- 더 프리미엄 에이쿠라 나나 터키 절경 버스 기행~감동!에 바다 지중해 1500 킬로미터~ (2014년 2월 8일 (전편) / 2월 15일 (후편), NHK BS 프리미엄) - 네비게이터[49]

### 버라이어티
- * 체키! 체키! (2003년 3월 ~ 2003년 12월, NTV)

### 라디오
- GIRLS LOCKS! (2005년 10월 ~ 2010년 9월) (TOKYO FM) - 〈SCHOOL OF LOCK!〉 내. 매월 1주째 담당.

### PV
- ROCK'A'TRENCH 〈한여름의 태양 (真夏の太陽)〉 (2009년 6월)
- JUJU 〈Hold me, Hold you〉 (2015년 2월) - 영화 《남자의 일생》 주제가

### 광고 (CM)
- 프렌테 〈쿠릿슈〉
- 야마자키 제빵 
  - 가을의 두근 두근 선물 캠페인 PR
  - 식빵 〈초호쥰〉
- 슈에이샤 〈Seventeen〉
- 카오 니베아 〈8x4〉
- 일본 존슨앤드존슨
- 일본 코카-콜라 〈모닝 델리 아침 바나나〉 (2006년)
- KDDI au 〈MNP 대만족 캠페인 터미널 라인업〉편 (2006년) - 나카마 유키에, 하야미 모코미치와 공동 출연)
- HONDA 〈스쿠터 혼다 투데이〉 (2007년)
- 롯데
  - 파이의 열매 (2007년)
  - 가나 밀크 초콜릿 (2008년~2010년) - 나가사와 마사미와 공동 출연
  - ACUO POWDER (2009년) - 이쿠타 토마와 공동 출연
  - 찰떡아이스 (2010년)
  - 노도아메 (2013년) - 니콜라스 에드워드와 공동 출연
- 코스모 석유 〈코스모 스테이션〉 (2007년)
- 하우스 웰니스푸드 〈C1000 비타민 레몬〉 (2007년 ~ 2010년)
- 일본적십자사 〈2008년 스무살의 헌혈 캠페인〉 (2008년)
- 메니콘 콘택트렌즈 〈2week 프레미오〉 (2008년)
- 닌텐도 〈리듬 천국 골드〉 (2008년)
- 도요수산 〈마루짱 아카이 키츠네 우동과 타누키 텐소바 시리즈〉 (2009년 ~ 2013년) - 타케다 테츠야와 공동 출연
- 라이온 〈크리니카〉 (2009년 ~ 2014년)
- 일본 우편사업 〈2010년에 쓸 새해 연하장 엽서〉 (2009년 11월 ~ 12월)
- 닛폰코아손해보험 (2010년 ~ 2013년)
- 산토리 맥주
  - ALL FREE (2010년 ~ 2015년) - 미우라 토모카즈와 공동 출연
  - 라들러 (2015년)
- 세가 〈리듬 괴도 R 황제 나폴레옹의 유산〉 (2012년) - 히가시코쿠바루 히데오, 우에시마 류헤이, 아리요시 히로이키와 공동 출연
- 도요타 자동차 〈홈〉 (2012년 ~ 2014년)
- 재팬 게이트웨이 〈Reveur 샴푸〉 (2013년) - 토다 에리카, 이시하라 사토미, 나가사와 마사미와 공동 출연
- 폭스바겐 재팬 〈폭스바겐 폴로〉 (2014년)
- 오리엔탈 트래픽 〈새 신발 가을〉편 (2014년)
- JCB 직불 카드 (2014년)
- 아스쿨 〈LOHACO〉 (2015년 ~ 2017년)
- 아디다스 재팬 (2016년) ※컨셉 영화
- 타이쇼 제약 〈나론에스〉 (2016년)
- 일본 HP 〈HP Spectre x360〉 (2018년)

### 기타 경력
- NHK 마일컵 (2008년 5월 11일, NHK 종합) - TV 중계 게스트 / 표창식 발표자

## 서적
- 207-스무살 나나- (2008년 3월 26일, 슈에이샤) ISBN 4087804887

### 사진집
- HBD16 (2004년 2월 12일, 각켄 홀딩스) ISBN 4054022634
- free (2006년 2월 10일, 슈에이샤) ISBN 4089070058
- NANA-tremor- (2011년 10월 26일, 슈에이샤) ISBN 978-4087814828

### 잡지
- Seventeen (2002년 15호 ~ 2009년 12월호) - 전속 모델

### DVD
- O-HA-NA ~꿈 빛깔 그림책~ (2003년 12월 17일, 포니 캐년)
- nana d-BOMB (2004년 12월 15일, 소니 뮤직 디스트리뷰션)
- 시부야구 마루야마쵸를 더 좋아하게 된다. ~RED~ featuring (2007년 2월 23일, 덱스 엔터테인먼트)

## 수상 경력
| 연도   | 시상식                             | 부문                          | 작품              | 출처  |
| ------ | ---------------------------------- | ----------------------------- | ----------------- | ----- |
| 2007년 | 제11회 닛칸 스포츠 드라마 그랑프리 | 여우조연상                    | 프로포즈 대작전   |       |
| 2010년 | 엘란도르상                         | 신인상                        |                   |       |
| 2010년 | 제34회 일본 아카데미상             | 신인배우상                    | 여명 1개월의 신부 | [ 8 ] |
| 2012년 | VOCE 뷰티 시상식 2012              | 베스트 코스메틱 연간 그랑프리 | 빈칸              |       |

### 내용주
1. ↑  남편 카쿠 켄토의 이모이다.
2. ↑  잡지 〈non-no〉(슈에이샤) 2011년 4월호 인터뷰로부터
3. ↑  〈207-스무 살 나나-〉에서로부터
4. ↑  미즈시마 히로와 공동 주연
5. ↑  칸노 미호와 공동 주연
6. ↑  타카하시 카츠미와 공동 주연
7. ↑  개봉일 기준은 일본에서의 개봉일이다.
8. ↑  나가야마 에이타와 공동 주연
9. ↑  오카다 마사키와 공동 주연
10. 1 2  오카다 준이치와 공동 주연
11. ↑  토요카와 에츠시와 공동 주연
12. 1 2 3  2편이 한 달 간격으로 연속 개봉되었다.
13. ↑  야스다 켄과 공동 주연
14. ↑  2020년 4월 24일 공개 예정이었지만, 코로나19 범유행의 여파로 인하여 연기되었다.[40]

### 참조주
1. 1 2  “에이쿠라 나나 공식 프로필”. 켄온. 2017년 6월 18일에 확인함.
2. 1 2  “카쿠 켄토 & 에이쿠라 나나가 결혼 교제 1년 골인 「너무 행복해요」”. 《ORICON STYLE》 (oricon ME). 2016년 8월 8일. 2016년 8월 8일에 확인함.
3. ↑  “에이쿠라 나나에 열애 보도 소속사가 코멘트”. 모델프레스. 2013년 7월 5일. 2014년 4월 30일에 확인함.
4. ↑  “Step ahead 더욱 빛나는 앞으로”. 《제이누도》 (아사히 신문) (125). 2011. 2013년 6월 18일에 원본 문서에서 보존된 문서. 2013년 4월 16일에 확인함.
5. 1 2  “『여생 1개월의 신부』 에이쿠라 나나 씨 인터뷰”. 키노쿠니야 서점 Forest Plus. 2009년 10월 26일. 2009년 10월 29일에 원본 문서에서 보존된 문서. 2012년 6월 23일에 확인함.
6. ↑  “「여배우에 주력」 에이쿠라와 나나 세븐틴 졸업”. 뉴스 워커. 2009년 8월 18일. 2012년 6월 23일에 확인함.
7. 1 2  “에이쿠라 나나, 세븐틴 모델을 졸업 - 「세븐틴 여름의 학원제」”. 마이 나비. 2009년 8월 19일. 2012년 6월 23일에 확인함.
8. 1 2  일본 아카데미상 공식 사이트 제33회 결과
9. ↑  “오카다 마사키 & 에이쿠라 나나 몬트리올 영화제에서 트로피를 수상을 실감”. 뉴스 워커. 2011년 8월 31일. 2012년 6월 23일에 확인함.
10. ↑  “에이쿠라 나나, 임신 5개월! 결혼 1년 만에 엄마가...남편 카쿠 켄토도 큰 기쁨”. 산케이 스포츠. 2017년 3월 15일. 2017년 3월 15일에 확인함.
11. ↑  “에이쿠라 나나, 첫 아이 임신을 공식 발표 「새로운 생명을 생겼습니다」”. 《SANSPO.COM》 (산케이디지털). 2017년 3월 15일. 2017년 3월 15일에 확인함.
12. ↑  “첫 아이 임신 에이쿠라 나나가 기쁨 코멘트 「온화한 날들을 보내고 있다」”. 《데일리스포츠》. 2017년 3월 15일. 2017년 3월 15일에 확인함.
13. ↑  “에이쿠라 나나 & 카쿠 켄토에 첫 아이 탄생 「이 작은 생명을 전력으로 서포트」”. 《ORICON STYLE》 (oricon ME). 2017년 6월 15일. 2017년 6월 15일에 확인함.
14. ↑  “에이쿠라 나나가 둘째 아이 임신 발표 남편은 카쿠 켄토 「심신을 평온하게」”. 《데일리스포츠 online》 (주식회사 데일리스포츠). 2020년 8월 29일. 2020년 8월 29일에 확인함.
15. ↑  “에이쿠라 나나, 둘째 아이 임신 이미 안정 기간 컨디션을 보면서 출산에”. 《스포니치 online》 (주식회사 스포츠닛폰). 2020년 8월 30일. 2020년 8월 30일에 확인함.
16. ↑  “에이쿠라 나나, 둘째 아이를 출산”. 《산케이디지털》. 2021년 2월 4일. 2021년 2월 4일에 확인함.
17. ↑  “공식 프로필”. 켄온. 2013년 4월 16일에 확인함.
18. ↑  “「아카데미 나이트」 2011년 10월 28일 (금) 방송 내용”. 카카쿠.com. 2011년 10월 28일. 2014년 4월 29일에 원본 문서에서 보존된 문서. 2014년 4월 29일에 확인함.
19. ↑  “스페셜  인터뷰 여배우 : 에이쿠라 나나 「빛나는 눈동자, 그 비밀」”. 메니콘. 2012년 6월 6일에 원본 문서에서 보존된 문서. 2012년 6월 23일에 확인함.
20. ↑  “성인식!!”. EIKURA NANA DIALY. 2007년 11월 26일. 2014년 4월 29일에 원본 문서에서 보존된 문서. 2014년 4월 29일에 확인함.
21. ↑  “Dinner”. NANA EIKURA NANA OFFICIAL SITE. 2013년 5월 20일. 2014년 4월 29일에 원본 문서에서 보존된 문서. 2014년 4월 29일에 확인함.
22. ↑  “성인”. NANA EIKURA NANA OFFICIAL SITE. 2014년 3월 13일. 2014년 4월 29일에 원본 문서에서 보존된 문서. 2014년 4월 29일에 확인함.
23. ↑  “「오샤레이즘」 2009년 5월 3일 (일) 방송”. 카카쿠.com. 2009년 5월 3일. 2014년 4월 29일에 원본 문서에서 보존된 문서. 2014년 4월 29일에 확인함.
24. ↑  “에이쿠라 나나가 「도서관 전쟁」에서 알게 된 육체 제작 요령이란?”. 《Walkerplus》. 도쿄워커. 2013년 4월 25일. 2014년 4월 30일에 확인함.
25. ↑  “에이쿠라 나나 「도서관 전쟁」에서 교육 진행 중 식사는 아침 점심만”. 《SANSPO.COM》 (산케이디지털). 2018년 6월 16일. 2018년 6월 16일에 확인함.
26. ↑  “6/13 「에이쿠라 나나×아야카 TALK LOCKS」”. TOKYO FM. 2006년 6월 13일. 2012년 6월 23일에 확인함.
27. ↑  “에이쿠라 나나, 카토 로사 등이 치어 댄스 맹특훈”. ORICON STYLE. 2006년 7월 7일. 2014년 4월 29일에 확인함.
28. ↑  “스즈키 에미의 출산 사전 축하에 에이쿠라 나나, 아오야마 테루마 등이 집결”. 모델프레스. 2013년 8월 30일. 2014년 4월 29일에 확인함.
29. ↑  “나제 또는 산업에 휘몰아치는, 나가사와 마사미 두드려”. 리얼 라이브. 2010년 4월 17일. 2014년 4월 29일에 확인함.
30. ↑  “고이즈미 회 VS 우노회 연예계 패권 전투 전면 충돌 3초 전! vol.1”. 일간겐다이. 2012년 12월 12일. 2014년 4월 29일에 원본 문서에서 보존된 문서. 2014년 4월 29일에 확인함.
31. ↑  “2007년 5월 14일”. 「스쿨 오브 락」『GIRLS LOCKS!』공식 사이트. 2007년 5월 14일. 2014년 4월 29일에 확인함.
32. ↑  “아침 드라마 히로인 “에이쿠라 나나, 눈물의 크랭크업에” 「에너지됐다」”. 《오리콘 스타일》. 오리콘. 2013년 4월 16일에 확인함.
33. ↑  “2007년 7월 30일 방송 방송 내용”. 〈아라시의 숙제군〉 공식 사이트. 2007년 7월 30일. 2014년 4월 29일에 원본 문서에서 보존된 문서. 2014년 4월 29일에 확인함.
34. ↑  “2010년 3월 1일”. 「스쿨 오브 락」『GIRLS LOCKS!』공식 사이트. 2010년 3월 1일. 2014년 4월 29일에 확인함.
35. ↑  “첫 소보로”. 《에이쿠라 나나 공식 블로그》. 2012년 1월 4일. 2012년 7월 8일에 원본 문서에서 보존된 문서. 2013년 4월 16일에 확인함.
36. ↑  “무소식입니다”. 《에이쿠라 나나 공식 블로그》. 2012년 4월 16일. 2012년 7월 9일에 원본 문서에서 보존된 문서. 2013년 4월 16일에 확인함.
37. ↑  “최근의 테츠오”. 《에이쿠라 나나 공식 블로그》. 2012년 5월 1일. 2012년 7월 7일에 원본 문서에서 보존된 문서. 2012년 6월 23일에 확인함.
38. ↑  “에이쿠라 나나, 고소 공포증을 고백”. 산케이디지털. 2014년 5월 1일. 2014년 5월 6일에 원본 문서에서 보존된 문서. 2014년 5월 3일에 확인함.
39. ↑  “초호화 캐스팅!  영화 64 총원 15명의 비주얼 공개 사토 코이치, 아야노 고, 에이쿠라 나나, 에이타를”. 시네마투데이. 2015년 12월 2일. 2015년 12월 2일에 확인함.
40. ↑  “「명탐정 코난」 「실」 「컨피던스 맨 JP」 등 도호 배급 작품이 공개 연기에”. 《cinemacafe.net》 (아이드). 2020년 4월 3일. 2020년 4월 9일에 확인함.
41. ↑  “지구 목격자~바람 선천 대지 남미 칠레 3700 킬로미터”. TV 아사히. 2018년 3월 15일에 확인함.
42. ↑  “지구 목격자 ~순록 생명 이야기 알래스카 대추적 4000km”. TV 아사히. 2018년 3월 15일에 확인함.
43. ↑  “지구 목격자~캐나다 기적의 바다 10억 마리의 큰 산란! 생명의 드라마”. TV 아사히. 2018년 3월 15일에 확인함.
44. ↑  “지구 목격자~캐나다 미나미 산리쿠 바다가 잡은 기적”. BS아사히. 2018년 3월 15일에 확인함.
45. ↑  “지구 목격자~고도 6700km 세계 최고 지점의 잉카 유적”. BS아사히. 2018년 3월 15일에 확인함.
46. ↑  “지구 목격자~동일본 대지진으로부터 3년 미나미 산리쿠·생명의 바다는 지금~”. BS아사히 제작. 2018년 3월 15일에 확인함.
47. ↑  “우리의 지구 에이쿠라 나나 멕시코 환상의 문명과 성스러운 샘의 비밀”. BS아사히. 2018년 3월 15일에 확인함.
48. ↑  “NNN 다큐멘터리 ’15”. NTV. 2018년 3월 15일에 확인함.
49. ↑  “더 프리미엄 「에이쿠라 나나 터키 절경 버스 기행~감동!에 바다 지중해 1500 킬로미터~」” (PDF). NHK. 2014년 1월 22일.